# Art Carney
Arthur William Matthew „Art“ Carney (4. listopadu 1918 Mount Vernon, New York, USA – 9. listopadu 2003 tamtéž) byl americký herec, držitel Oscara za nejlepší herecký výkon ve filmu Harry a Tonto z roku 1974.
Zpíval s orchestrem Horace Heidta a vystupoval v rozhlasové show Pot o' Gold. Zúčastnil se Operace Overlord, v níž utrpěl těžké zranění nohy a bylo mu uděleno Purpurové srdce. Po válce vytvořil komickou dvojici s Jackie Gleasonem a hráli spolu v úspěšném televizním seriálu The Honeymooners. V Plymouth Theatre na Broadwayi hrál Felixe Ungara ve hře Neila Simona Podivný pár, která měla 964 repríz.
Paul Mazursky mu v tragikomedii Harry a Tonto svěřil roli svérázného důchodce Harryho Coombese, který cestuje po Americe se svým kocourem. Carney získal Zlatý glóbus za nejlepší mužský herecký výkon (komedie / muzikál) a Oscar za nejlepší mužský herecký výkon v hlavní roli. Za výkon v detektivce Poslední představení získal cenu Národní společnosti filmových kritiků a za postavu Ala ve filmu Ve velkém stylu Pasinettiho cenu na festivalu v Benátkách. Šestkrát vyhrál cenu Emmy.
Má hvězdu na Hollywoodském chodníku slávy a byl posmrtně uveden do Síně slávy Academy of Television Arts & Sciences. Od roku 2015 je na jeho počest udělována Carneyho cena za charakterní herectví.